# Brendon Crooks
Brendon David Crooks (ur. 17 sierpnia 1971) – nowozelandzki judoka. Olimpijczyk z Sydney 2000, gdzie odpadł w eliminacjach wadze ekstralekkiej.
Uczestnik mistrzostw świata w 1997 i 1999. Startował w Pucharze Świata w 2000. Zdobył trzy medale na mistrzostwach Oceanii w latach 1990–2000.

## Letnie Igrzyska Olimpijskie 2000
| Konkurencja | Eliminacje              | Klas. końcowa |
| Konkurencja | Przeciwnik I            | Miejsce       |
| ----------- | ----------------------- | ------------- |
| -60 kg      | Elçin İsmayılov (AZE) P | I runda       |